# Райвио
Ра́йвио (фин. Raivio) — посёлок в Лахденпохском районе Республики Карелия. Административно относится к Мийнальскому сельскому поселению.

## Общие сведения
Расположен на автодороге 86К-91 («Подъезд к пункту пропуска „Сювяоро“») в 16 км от посёлка Ихала (старый участок трассы А121 «Сортавала, ныне спрямлённый») А129) на берегу озера Тюрьянъярви.
Вследствие отдалённости от крупных населённых пунктов посёлок занесён в Перечень труднодоступных и отдалённых местностей в Республике Карелия.

## Памятники истории
Могила Героя Советского Союза А. Ф. Бусалова (1 Краснознаменный пограничный отряд (войсковая часть 2121) 12 пограничная застава им. А. Ф. Бусалова). Находится на участке 11 пограничной заставы.

## Население
| 2002 | 2009 | 2010 | 2013 |
| ---- | ---- | ---- | ---- |
| 72   | ↗76  | ↘63  | ↘62  |